# Bolsa Atleta
Bolsa Atleta  é um programa do Ministério do Esporte brasileiro criado em 2005, que patrocina individualmente atletas e para-atletas de alto rendimento em competições nacionais e internacionais de sua modalidade. Para participar, basta que o proponente cumpra os pré-requisitos, mantenha-se treinando e competindo e alcance bons resultados nas competições qualificatórias indicadas pelas respectivas confederações. Ocasionalmente também ocorre o acúmulo de pagamentos, no qual um atleta que obtivesse bom resultado em 2011 poderia se inscrever no programa em 2013.

## Categorias
Atualmente são cinco as categorias de bolsa oferecidas: Atleta de Base, Estudantil, Nacional, Internacional e Olímpico/Paralímpico. Em breve será iniciada a categoria Atleta Pódio (para atletas de modalidades individuais – Lei 12.395/11).
Os beneficiados pelo Bolsa Atleta recebem a ajuda durante um ano. O dinheiro é depositado em conta específica do atleta na Caixa Econômica Federal. A prioridade é para atletas de esportes que compõem os programas dos Jogos Olímpicos e dos Jogos Paraolímpicos. Em seguida, o benefício se destina e atletas de modalidades chamadas não-olímpicas (que compõem o programa dos Jogos Pan-americanos e outras que não fazem parte dessas competições).